# Орестад, Свен
Свен Оррестад (норв. Sven Aarrestad; 8 октября 1850, Вархёг, Хо, Ругаланн — 19 января 1942, Арендал, Эуст-Агдер) — норвежский писатель и политический деятель, лидер Норвежского Движения за Трезвость (норв. Det norske Totalafholdsselskab).

## Биография
Свен Оррестад был старшим из шести детей в семье фермера Эйвина Торкелсена Оррестада (норв. Eivind Torkelsen Aarrestad, (1820—1902)) и Ингер Свенсдаттер Скреттинг (норв. Inger Svensdatter Skretting, (1829—1922)). Когда будущему писателю было четыре года семья переехала в коммуну Тиме, где позднее Свен пошёл в школу. С 1868 года по 1869 год Свен посещал колледж для учителей в Эгерсунне. В период с 1869 года по 1873 год Оррестад преподавал. В 1873 году он поступил в семинарию Стура, где проучился до 1875 года. После окончания семинарии он ещё год преподавал в Бревике, затем ещё два года в Тёнсберге. С 1878 года по 1891 год Свен Оррестад управлял школой в Санне (Вестфолл). В 1899 году он был избран мэром Санне, оставаясь на этом посту до 1906 года.
Деятельность норвежского социалиста и реформатора Асбьёрна Клустера (норв. Asbjørn Kloster) вызвала большой интерес у Свена Оррестада к Движению за Трезвость. В 1877 году он опубликовал на эту тему книгу под названием «Kom og hjælp os!». В период с 1883 по 1905 и с 1922 по 1927 Свен Оррестад был редактором газеты Menneskevennen, которая издавалась Движением за Трезвость с 1887 по 1927 годы. В общей сложности Свен опубликовал более ста книг и памфлетов, большей частью о вреде алкоголя. С 1892 года по 1894 Оррестад представлял Вестфоллские коммуны Ларвик и Ярлсбург в Норвежском парламенте. Он также входил в исполнительный комитет Норвежской Либеральной Партии. В 1906—1908 годах занимал пост министра сельского хозяйства в правительстве Йоргена Лёвланда.
В 1901 году Свен Оррестад был произведён в Рыцари, а в 1908 году награждён Орденом Святого Олафа. Также он был Кавалером Большого креста Ордена Данеброг. Последние годы своей жизни он провёл в Арендале, где и умер в 1942 году.

### Избранная библиография
- «Kom og hjælp os!», 1877
- «Bibelen og Afholdssagen», 1889
- «Samlagsspørgsmaalet», совместно с Андреасом Лавиком, 1895
- «Praktisk sundhedslære for skole og hjem», 1900
- «Vort Stræv mod Rusdrikkene: Indlæg i Døgnets Strid», 1905
- «Avholdsfolket og det nye ølet: foredrag», 1913
- «Elisabeth Edland. Et liv i det godes tjeneste», 1920
- «Ta lærdom av livet», 1923
- «Min stilling til forbudet i 1911», 1926
- «Om avvæpning» (1927)
- «Den store sak i vår tid», (1930
- «Spredte trekk fra kampen om forbudet i Norge», 1933
- «Asbjørn Kloster og litt om den tid som fostret ham», 1935
- «Brev til Annie», 1935